# Suki jezik
Suki jezik (wiram; ISO 639-3: sui), drugi najznačajniji jezik unutar skupine transnovogvinejskih jezika gogodala-suki, unutar koje čini zasebnu podskupinu.
Njime govori oko 2.000 ljudi (1990 UBS) iz plemena Suki, 3.510 (2003 SIL). u nekoliko mnalenih sela (6) u provinciji Western u Papui Novoj Gvineji. Prema Voorhoevenu (1970:1266), to su sela Gwibaku {pred lagunom Suki u kojem žive članovi klana Bukaru ('barramundi')}, Duru, Ewe, Guaku, Isala (Inaporok ?) i Iwewe. U novije vrijeme djeca u školi nastavu pohađaju na engleskom jeziku, čime mu prijeti izumiranje.

## Vanjske poveznice
- Ethnologue (14th)
- Ethnologue (15th)